# Josef Wernhammer
Josef Wernhammer (* 15. März 1790 in Sankt Veit an der Glan; † 27. Januar 1855 in Zollfeld (Gemeinde Maria Saal)) war ein österreichischer Wirt und Realitätenbesitzer sowie Politiker.

## Leben
Wernhammer war der Sohn des Gastwirts Christian Wernhammer und dessen Ehefrau Maria geborene Pichler. Er war römisch-katholischer Konfession und heiratete am 28. August 1831 Ursula Adlaßnigg (* 1807; † nach 1855).
Er lebte als Gastwirt und Realitätenbesitzer. 1850 wurde er Gemeinderat der Gemeinde Maria Saal.
Vom 17. Juli 1848 bis zum 4. März 1849 war er Abgeordneter im Provisorischen Kärntner Landtag. Ab dem 6. September 1848 war er Mitglied des provisorischen Landtagsausschusses.